# Ballet Ucraniano Roksolana
El Ballet Ucraniano Roksolana es un grupo de danzas folclóricas ucranianas de la ciudad de Aristóbulo del Valle, Misiones, en Argentina.
Pertenece a la Parroquia San José de la Iglesia greco-católica ucraniana. Cuenta con tres grupos de baile: infantil, intermedio y mayores.
A diferencia de los cuerpos de ballet de otras comunidades, una particularidad destacada entre los ucranianos es que casi todos sus ballets están vinculados y administrados por las iglesias. Esta organización se percibe como la forma más adecuada de mantenerlos, evitando la influencia de intereses particulares. En cada festividad o evento religioso, cívico o político, los integrantes del ballet participan vistiendo trajes tradicionales y portando estandartes que reflejan su afiliación.

## Historia
El Ballet surgió un 27 de febrero de 1994 en la localidad de Aristóbulo del Valle. 
En 2012 participan de la Expoijui de la ciudad de Ijui, en Brasil.
En 2015 participaron del 43º Festival Internacional de Folclore de Nova Petrópolis, en Brasil. También de la Oktoberfest de Villa General Belgrano, en la Provincia de Córdoba.
En 2016 son nuevamente invitados a participar del Festival Internacional de Folclore de Nova Petrópolis, en el estado brasileño de Río Grande do Sul. También este año, son invitados al 1° Encuentro Provincial de Ballets Ucranianos en el Parque de las Naciones de Oberá. Este evento fue organizado por la Colectividad Ucraniana de Oberá para celebrar los 35 años de vida del Ballet Barvinok y conmemorar los 25 años de independencia de Ucrania.
En 2017, participaron del 2° Encuentro de Ballets Ucranianos en Oberá, que además contó con la participación de ballets ucranios de toda la provincia, de Buenos Aires, Chaco y de la República del Paraguay. También este año son invitados a bailar en la Fiesta Nacional del Té de Campo Viera, participan de una nueva edición del Festival Internacional de Folclore de Nueva Petrópolis y se presentan en la Fiesta Provincial del Agricultor en la ciudad de Comandante Andresito.
En 2019 para festejar sus 25 años de trayectoria organizaron una presentación en teatro lírico del Parque del Conocimiento de Posadas. Con 30 bailarines sobre el escenario y la sala llena, mostraron sus danzas junto a las canciones de la artista invitada Cristina Gembaroski tocando la bandura.
En 2022 se presentan en el Festival Nacional de la Música del Litoral de la ciudad de Posadas, capital de la provincia de Misiones.
En 2024 participan nuevamente del Festival Internacional de Folclore de Nova Petrópolis, del 30° Festival Nacional de Danzas Ucranianas en el Teatro Guaíra de la ciudad de Curitiba y de la Fiesta Nacional de la Navidad en Leandro N. Alem.